# بوريس ماثيس
بوريس ماثيس (بالفرنسية: Boris Mathis)‏ هو لاعب كرة قدم فرنسي في مركز الهجوم، ولد في 15 أغسطس 1997 في برون في فرنسا. لعب مع أولمبيك ليون ونادي إيفرتون ونادي روديز.

## وصلات خارجية
- بوريس ماثيس على موقع رابطة كرة القدم الفرنسية للمحترفين (الإنجليزية)
- بوريس ماثيس على موقع قاعدة بيانات كرة القدم.إي يو (الإنجليزية)
- بوريس ماثيس على موقع Soccerway.com (الإنجليزية)